# Afro Blue (album Mongo Santamaría)
Afro Blue è un album di Mongo Santamaría, pubblicato dalla Concord Picante Records nel 1997.

## Tracce
1. Un dia de playa (A Day at the Beach) – 5:04
2. Mayeya – 5:52
3. Con mi ritmo – 6:32
4. La tumba – 5:23
5. El campesino – 4:26
6. Manteca – 6:47
7. Bonita – 4:39
8. Para ti – 5:54
9. Come candela – 5:20
10. Afro Blue – 10:31

## Musicisti
- Mongo Santamaría - percussioni
- John Andrews (Johnny Andreu Almendra) - timbales, traps
- Marty Sheller - conduttore musicale
- Bob Quaranta - pianoforte
- Ray Vega - tromba, flugelhorn
- Bobby Porcelli - sassofono baritono
- Mitch Frohman - sassofono tenore, flauto
- Bernie Minoso - contrabbasso
- Eddie Rodriguez - bongos, percussioni
- + altri musicisti non identificati